# Владимир Ольгердович
Влади́мир Ольгердович  — князь киевский (1362 — после 1398), один из старших сыновей Ольгерда от его первого брака с княжной Марией.

## Биография
Поставлен на киевское княжение в 1362 году после разгрома на Синих Водах русско-литовскими войсками татарских правителей Подолья. Предполагают, что до Владимира князем Киева был его родственник Федор, брат Гедимина.

В 1376 году Владимир принял в Киеве митрополита Киевского, Русского и Литовского Киприана. После смерти своего отца (1377) — великого князя Литовского, Владимир Ольгердович продолжал оставаться князем Киевским до 1395 года. При Владимире Ольгердовиче город Киев возрождался от ордынского разорения.

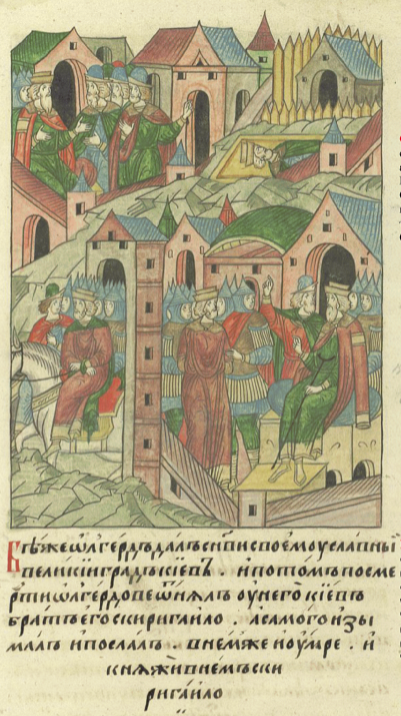
Ольгерд жалует Владимиру Киев. Скиргайло захватывает и отправляет Владимира из Киева, забирая город себе

Когда Дионисий Суздальский (поставленный в московские митрополиты патриархом Нилом) возвращался из Константинополя через Киев в Москву, Владимир задержал его (1384) и допрашивал, почему Дионисий хочет быть митрополитом, тогда как главой русской церкви является митрополит Киприан. Дионисий скончался в заточении в Киеве.
По вступлении Ягайло на польский престол Владимир подписал в 1386, 88 и 89 годах три документа о своей верности королю, королеве (Ядвиге) и короне — лат. regi, reginae et regno Poloniae. В 1387 выступил свидетелем при пожаловании Ягайлой в Вильно привилегий католической церкви в ВКЛ.
В 1390 году войско Владимира Ольгердовича принимало участие в захвате столицы владений Витовта — Гродно.
В 1392 году Витовт добился признания за ним статуса Великого князя Литовского и заключил Островское соглашение 1392 с Ягайлой. Скиргайло уступал Витовту Вильно, Троки, Полоцк. Взамен Витовт обещал передать Скиргайло Киевское княжество. Витовт звал Владимира к себе и требовал от него вассальной присяги. Владимир Ольгердович не повиновался и стал искать поддержки в Москве. Витовт двинулся к Днепру, взял Житомир и Овруч, а Скиргайло одновременно захватил Черкассы и Звенигород (1393). Скоро, однако, был заключён мир. На время внимание Витовта было отвлечено от Южной Руси войной с рыцарями. Но в 1395 году Витовт и Скиргайло подошли к самому Киеву. Владимир Ольгердович не оказал сопротивления. Вместо Киева ему дан был Копыль (в Минской области Белоруссии) с полосой земли от верховьев Немана по р. Случь до р. Припяти (Слуцкое княжество).
Участвовал в заключении Салинского договора 1398 с крестоносцами. На этом договоре он подписался Woldemar des Alexander Vetter, что свидетельствовало о вассальной зависимости Владимира Ольгердовича от Витовта (Александр — имя Витовта в крещении).
Не выдержав подневольного положения, Владимир бежал в Москву. Дальнейшая судьба его неизвестна.

## Потомки
От одного из сыновей Владимира, Александра (сокращённо Олелька), пошли Олельковичи, называвшиеся Слуцкими князьями по главному принадлежавшему их линии городу Слуцку на реке Случь, но периодически бывавшие наместниками в Киеве; а от другого сына, Ивана, пошли князья Бельские. Дочь Анастасия, муж Василий (1364—1426), князь кашинский и кснятинский с 1395.